# Janina Jezierska
Janina Jezierska (ur. 1945, zm. 4 lipca 2024) – doktor habilitowany sztuki, nauczyciel akademicki
Wydziału Architektury Politechniki Białostockiej, specjalistka w zakresie
architektury wnętrz i wzornictwa przemysłowego.

## Życiorys
Absolwentka Wydziału Architektury Wnętrz Akademii Sztuk Pięknych w Poznaniu w specjalności wzornictwo przemysłowe. Na Wydziale Architektury Wnętrz Akademii Sztuk Pięknych w Warszawie uzyskała stopień doktora. W 2011 na Wydziale Architektury i Wzornictwa Uniwersytetu Artystycznego w Poznaniu uzyskała stopień doktora habilitowanego sztuk plastycznych w dyscyplinie sztuki projektowe.
W 2003 została nauczycielem akademickim Wydziału Architektury Politechniki Białostockiej. Objęła w nim stanowisko adiunkta w Katedrze Architektury Wnętrz.
Otrzymała szereg nagród i odznaczeń, w tym, w 2005 Brązowy Medal „Zasłużony Kulturze Gloria Artis” oraz w 2009 Medal Złoty za Długoletnią Służbę.